# (I Can’t Get No) Satisfaction
«(I Can’t Get No) Satisfaction» (с англ. — «(Я не могу получить) удовлетворение») — песня группы The Rolling Stones. Авторы — Мик Джаггер и Кит Ричардс. В 2000 году песня возглавила список «The Greatest: 100 Greatest Songs of Rock & Roll» канала VH1, а в 2004 году журнал Rolling Stone поместил её на второе место в своём списке лучших песен всех времён.
В 2001 году композиция попала в символический список «Песни века», составленный по опросу Ассоциации звукозаписывающей индустрии Америки (RIAA).
В мае 1965 года песня была впервые выпущена как сингл в США, а в июле была включена в американскую версию альбома Out of Our Heads. Сингл позволил The Rolling Stones впервые подняться на первое место в Billboard Hot 100. В Великобритании сингл «(I Can’t Get No) Satisfaction» вышел в августе 1965 года и в четвёртый раз вывел группу на вершину британских хит-парадов.

## Кавер-версии
- Песня была перепета группой Blue Cheer в 1968 году и включена в их второй студийный альбом Outsideinside (1968).
- Песня была перепета группой The Troggs в альбоме The Troggs (1975 г.)
- Песня была перепета группой Devo в 1976 году и включена в их дебютный альбом Are We Not Men? We Are Devo! (1978).
- Песня была перепета поп-певицей Бритни Спирс и вошла в её альбом Oops!… I Did It Again (2000).
- Также песню в разное время исполняли Арета Франклин, Отис Реддинг, Сэнди Шоу, Саманта Фокс, Шер и другие.